# Нандабаїн
Нандабаїн (*бірм. နန္ဒဘုရင်, 9 листопада 1535 — 30 листопада 1600) — 4-й володар імперії Таунгу у 1581—1599 роках. За його часів держава занепала.

## Життєпис

### Молодість
Походив з династії Таунгу. Син принца К'явтіном Наврата і Тхакін Гий. Народився 1535 року в палаці Таунгу в м. Таунгу. З 1539 року проживав у Пегу. Здобув військову освіту. 1538 року отримав ім'я Зея Тхіха (ဇေယျ သီဟ). Після цього брав участь у кампанії до Сіамської затоки, де звитяжив у битві біля Аюттаї у листопаді 1548 року, за що отримав ім'я Мін'я Кявсва (မင်းရဲကျော်စွာ). 1549 року його батько був оголошений спадкоємцем трону.
1550 року володаря імперії Табіншвехті було вбито, а владу захопив віцекороль Мінхаунг II. Нандабаїн разом з родиною вимушений був тікати до свого батька, що перебував у Далі. Згодом брав участь у поході на місто Таунгу і Пегу, які було підкорено 1551 року. Батько під ім'ям Баїннаун було оголошено володарем, а Нандаїна зроблено спадкоємцем трону.
Перші 6 років правління батька здобував освіту й набував політичного досвіду при дворі. З 1557 року брав участь у військових походах Баїннаунга. Поступово став провідним військовиком імперії. З 1579 року через погіршення здоров'я батька фактично став його співволодарем. Після смерті Баїннаунга у 1581 року успадкував владу.

### Володарювання
15 жовтня відбулася церемонія сходження на трон. Тоді ж оголосив старшого сина Мінг'ї Сва своїм спадкоємцем. Продовжив політику попередника щодо управління імперією. До 1582 року усі васальні держави (Ланна, Лансанг, Аюттая) підтвердили зверхність Таунгу. 1583 року було укладено перемир'я з Араканом, з яким тривала війна від 1580 року.
Водночас 1583 році довелося придушити повстання шанських держав на півночі. 1584 року почалося повстання в Аві, яке швидко вдалося придушити. Цими подіями скористався Маха Таммарача, король Аюттаї, який оголосив про свою незалежність. Нандабаїн розпочав тривалу війну проти Маха Таммарачи та його спадкоємця Наресуана, здійснивши проти них до 1593 року 5 великих військових кампанії. Проте без успіху, втративши значні військові сили та фінанси. При цьому Аюттая здобула незалежність.
Це послабило владу Нандаїна над іншими областями. Так, 1587 року довелося придушувати повстання шанського князівства Іня. 1590 року повстало інше шанське князівство Могаун, яке вдалося знову підкорити лише 1592 року. Водночас почав політику призначення своїх синів та родичів на посади віцекоролів, змінюючи традицію спадковості цих посад. Для ведення війн збільшив натуральний податок з торгівці до 14 % в залежності від обсягу, ваги та кількості краму.
Після поразок в Аюттаї позбавив сина Мінг'ї Сва, що керував походами проти останньої, титулу спадкоємця, передавши його іншому синові — Мін'я Чавсві II, віцекороля Ави. 1594 року намісник Молам'яйну за підтримки Аюттаї повстав проти Нандабаїна. Втім військо останнього зазнало поразки. Натомість військо Аюттаї рушило на столицю Пегу, яка опинилася в облозі. Водночас Лансанг і Ланна, васали Таунгу, почалися між собою протистояння. Також проти Нандабаїна повстав його син — Тхадо Дхамма Яза III, віцекороль П'ї. Втім за допомогою військ з Таунгу та Ланни вдалося змусити аттайського короля Наресуана відступити від Пегу. Але було втрачено південну частину Тенассеріму.
У листопаді 1595 року повстала держава Лансанг, де отаборився король Нокео Коумане, який став незалежним. Втім після раптової його смерті 1596 року, Нандабаїну вдалося відновити владу над Лансангом. Водночас до 1597 року боровся проти гірських володарів в цьому регіону, а Лансанг відновив війну проти Ланни. На початку 1597 року повстав віцекороль Таунгу Мін'є Тхіхатху II, а потім Н'яунйан, віцекороль Мейтхіли, захопивши Аву. В результаті правителі різних частин імперії воювали між собою, не враховуючи Нандабаїна, що перебував в м. Пегу.
1598 року до Ланни вдерлися війська Аюттаї. Невдовзі проти володінь Нанбаїна в нижній частині долини Іраваді вдерлися араканські війська Мінразаг'ї, якіх підтримували португальські найманці. 1599 року місто Пегу опинилося в облозі. Через хворобу спадкоємець Мін'я Чавсва II вирішив здатися, діставши гарантії безпеки. Втім того розстріляли. 19 грудня того ж року володар Нандабаїн здався. Його відправили до Таунгу. У 1600 році араканці спалили Пегу. В листопаді того ж року Натшинаунг, спадкоємець трону Таунгу, вбив колишнього володаря через особисту образу. Невдовзі владу в Пегу захопив Ньяунджан.